# Ágata del combate de Pilos
El ágata del combate de Pilos es un sello grabado en ágata de la Antigua Grecia y perteneciente a la civilización minoica cuyo relieve muestra a un guerrero que lucha cuerpo a cuerpo con otro mientras que un tercero yace herido en el suelo. Se descubrió cerca del Palacio de Néstor, en Pilos, en el yacimiento arqueológico conocido como la tumba del guerrero del grifo, y está datado en 1450 a. C.
El sello, que los investigadores describen como una pieza "incomprensiblemente pequeña", es excepcional por la calidad del grabado y la minuciosidad de sus detalles, y se considera "el mejor trabajo de la Edad del Bronce en arte glíptico jamás descubierto".

## Descubrimiento
El ágata del combate de Pilos fue descubierta por un equipo arqueológico de la Universidad de Cincinnati dirigido por Sharon Stocker y Jack L. Davis. El objeto, un sello de piedra de 3,6 cm de largo (1,4 pulgadas), se halló cerca del palacio de Néstor, en la tumba del guerrero del grifo, junto a cuatro anillos de sello fabricados en oro.
A pesar de que el lugar se descubrió en 2015 y otros hallazgos se publicaron primero, el ágata, que se conservó cubierta de piedra caliza, no se reveló sino hasta 2017. En un principio, debido a su pequeño tamaño, se pensó que era un abalorio y no fue hasta después de su estudio y limpieza cuando la pieza reveló su importancia. Se cree que el sello se elaboró en Creta, debido al antiguo consenso que existe referente a que la civilización micénica griega importaba o robaba riquezas de la Creta minoica. El hecho de que la piedra se encontrara en una tumba micénica en Grecia sugiere que hubo intercambio cultural entre las civilaciones micénica y minoica.
Con respecto al ocupante de la tumba donde se halló esta obra artística, se supone que se trataba de un guerrero, aunque también se baraja la posibilidad de que haya sido un sacerdote. El arqueólogo Fritz Blakolmer, de la Universidad de Viena, cree que el sello es la representación de una obra de arte más grande, tal vez un fresco o pintura mural, que tanto minoicos como micénicos reconocían.

## Importancia
El Ministerio de Cultura griego se refiere al hallazgo como el descubrimiento más importante en Grecia de los últimos 65 años. Debido a lo diminuto de la pieza y a la pericia necesaria para realizar los tan intrincados y minuciosos detalles del grabado con semejante calidad, algunos arqueólogos piensan que para su elaboración se debió de utilizar algún tipo de lente de aumento, a pesar de que en Creta no se ha encontrado ninguna evidencia arqueológica de esa época que lo corrobore. Su codescubridor, el doctor Jack Davis, se refiere a la pieza como "incomprensiblemente pequeña", y señala que tendrían que transcurrir otros mil años para que volvieran a verse trabajos de arte con esa calidad en el detalle. Los investigadores aceptan que este descubrimiento cambia los consensos establecidos acerca del desarrollo artístico de la civilización minoica, y que hace falta una revaluación de la línea de tiempo en la que se desarrolló el arte griego. Si bien su fecha de datación lo sitúa en la Edad del Bronce, su estilo, por el amplio conocimiento anatómico que se muestra en los grabados, se asemeja más al arte del periodo clásico, que no se desarrollaría sino hasta un milenio más tarde.